# Südliche Schwimmnatter
Die Südliche Schwimmnatter (Nerodia fasciata), auch Gebänderte Wassernatter oder Gebänderte Schwimmnatter, ist eine semiaquatisch lebende, ungiftige Natternart, die im Südosten Nordamerikas vorkommt. Sie gehört zu den amerikanischen Wassernattern der Gattung Nerodia.

## Beschreibung
Die Südliche Schwimmnatter kann bis zu 120 cm groß werden, wobei Weibchen mit einer durchschnittlichen Kopf-Rumpf-Länge von 64 cm und einer Schwanzlänge von 16 Zentimetern deutlich größer werden als die Männchen, die jedoch relativ zur durchschnittlichen Kopf-Rumpf-Länge von 54 cm einen längeren Schwanz (18 cm) haben. Mit durchschnittlich 247 Gramm werden die Weibchen auch deutlich schwerer als die Männchen mit einem Gewicht von durchschnittlich 114 Gramm.
Die Südliche Schwimmnatter kann grau, grau-grün oder braun gefärbt sein.
Auf dem Rücken hat sie 11 bis 35 große, dunkle Flecken.
Einige Exemplare weisen eine so dunkle Farbe auf, dass Zeichnung kaum wahrnehmbar ist. Die Natter besitzt einen flachen Kopf und ist kräftig gebaut. 

## Verbreitung
Die Südliche Schwimmnatter ist rund um Louisiana verbreitet und kommt dort über Arkansas und Mississippi im Norden bis nach Missouri und Illinois vor. Im Westen erreicht ihr Verbreitungsgebiet Oklahoma und zieht sich bis in den Südosten von Texas. Entlang der Südostküste Nordamerikas zieht sich das Verbreitungsgebiet entlang der Küste bis Virginia, wobei die Natter in ganz Florida lebt und dort die häufigste Art der Gattung Nerodia ist.
Die Südliche Schwimmnatter benötigt feuchte Habitate wie Seen, Teiche, Flüsse aber auch Entwässerungsgräben, Marschland, Sümpfe und Salzwasserwiesen wie den Everglades. Allerdings benötigt sie Zugang zu Süßwasser, um zu trinken.

## Lebensweise
Die Südliche Schwimmnatter ist die meiste Zeit des Jahres tagaktiv und nur im Hochsommer bis in den Oktober hinein nachtaktiv, um die Hitze zu meiden. Die Schlange verbringt etwa 60 % ihres Lebens im Wasser und kann, indem sie ihren Puls von 33 Schlägen pro Minute auf knapp 7 absenkt, bis zu 24 Minuten tauchen. Je nach Wetterlage befindet sie sich ab Dezember bis Ende Februar in der Kältestarre.
Kommentkämpfe wurden bei der Südlichen Schwimmnatter nicht beobachtet, die Männchen gehen zur Paarungssaison aktiv auf die Suche nach Weibchen. Je nach Futterangebot und Tiereigenschaften tritt die Geschlechtsreife im zweiten oder dritten Jahr ein. Die Art ist ovovipar. Zwischen Juli und September bringen trächtige Weibchen 7–40 Junge zur Welt, die 18–24 Zentimeter lang sind. Die Natter kann bis zu zehn Jahre alt werden.
Während juvenile Exemplare der Südlichen Schwimmnatter nahezu ausschließlich Fische erbeuten, fressen erwachsene Tiere hauptsächlich Frösche und andere Amphibien. Gründe für den Wechsel der Nahrungsgrundlage kann sein, dass die in den Lebensräumen häufigen Amphibien für juvenile Tiere zu schwer zu verschlingen sind und dies auch zu lange dauern würde. Neben dem dazu nötigen, größeren Energieaufwand, wäre die Schlange auch länger gefährdet, selbst zur Beute zu werden.

## Unterarten
Man unterscheidet drei Unterarten:

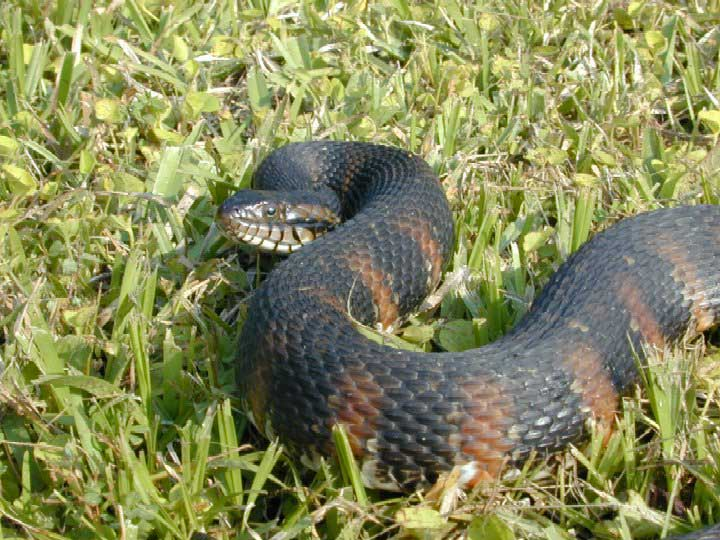
Nerodia fasciata pictiventris

- Nerodia fasciata confluens (Blanchard, 1923)
- Nerodia fasciata fasciata (Linnaeus, 1766)
- Nerodia fasciata pictiventris (Cope, 1895)